# Bos palaesondaicus
Bos palaesondaicus — вымерший вид полорогих, возникший на плейстоценовой Яве (Индонезия) и относившийся к подсемейству Bovinae. Он был описан голландским палеоантропологом Эженом Дюбуа в 1908 году. Голотип Bos palaesondaicus представляет собой череп из палеоантропологического местонахождения Триниль. Этот вид является вероятным предком бантенга (Bos javanicus).